# モスコプス
モスコプス (Moschops=“仔ウシの頭”の意) は、古生代ペルム紀中期（約2億6,500万から約2億6,000万年前）の南アフリカに生息していた単弓類の絶滅した属。獣弓目 - ディノケファルス亜目（恐頭亜目とも）に属する。主に南アフリカ共和国及びヨーロッパ東部に生息。南アフリカのカルーから化石が大量に産出している。

## 特徴
全長2.4〜5メートル。ディノケファルス類の中では最大級となる。身体の割りに大きな頭部が特徴。頭骨が非常に厚く最大で10センチメートルにも達することから、彼らは頭を打ちつけ合うような儀礼的闘争を行ったという説もある。植物食で、歯は交互に噛み合い、切歯には「切歯距」と呼ばれる段が生じている。また、犬歯は消失している。彼らはこれで大量の植物を一度に摘み取り、胃に送り込んでいたと思われる。

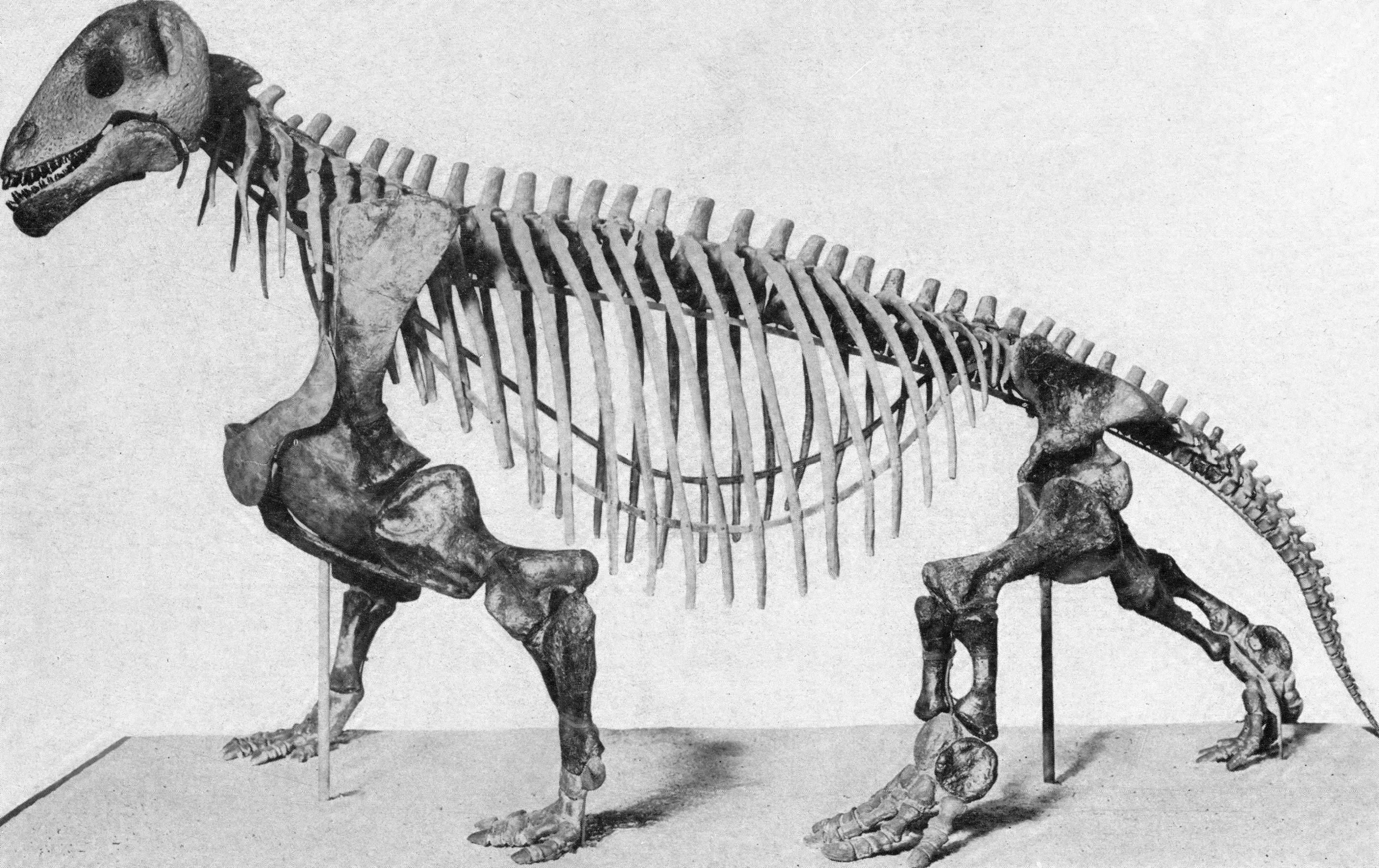
モスコプス骨格。
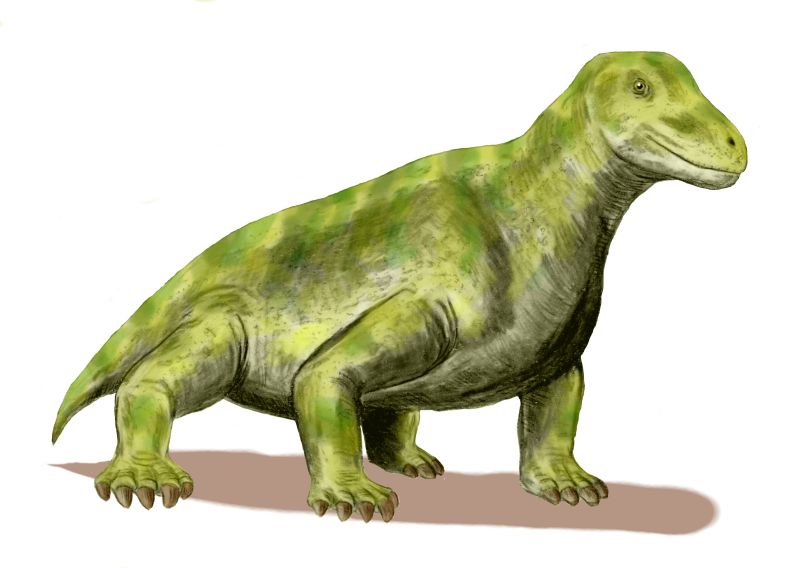
モスコプス復元想像図。
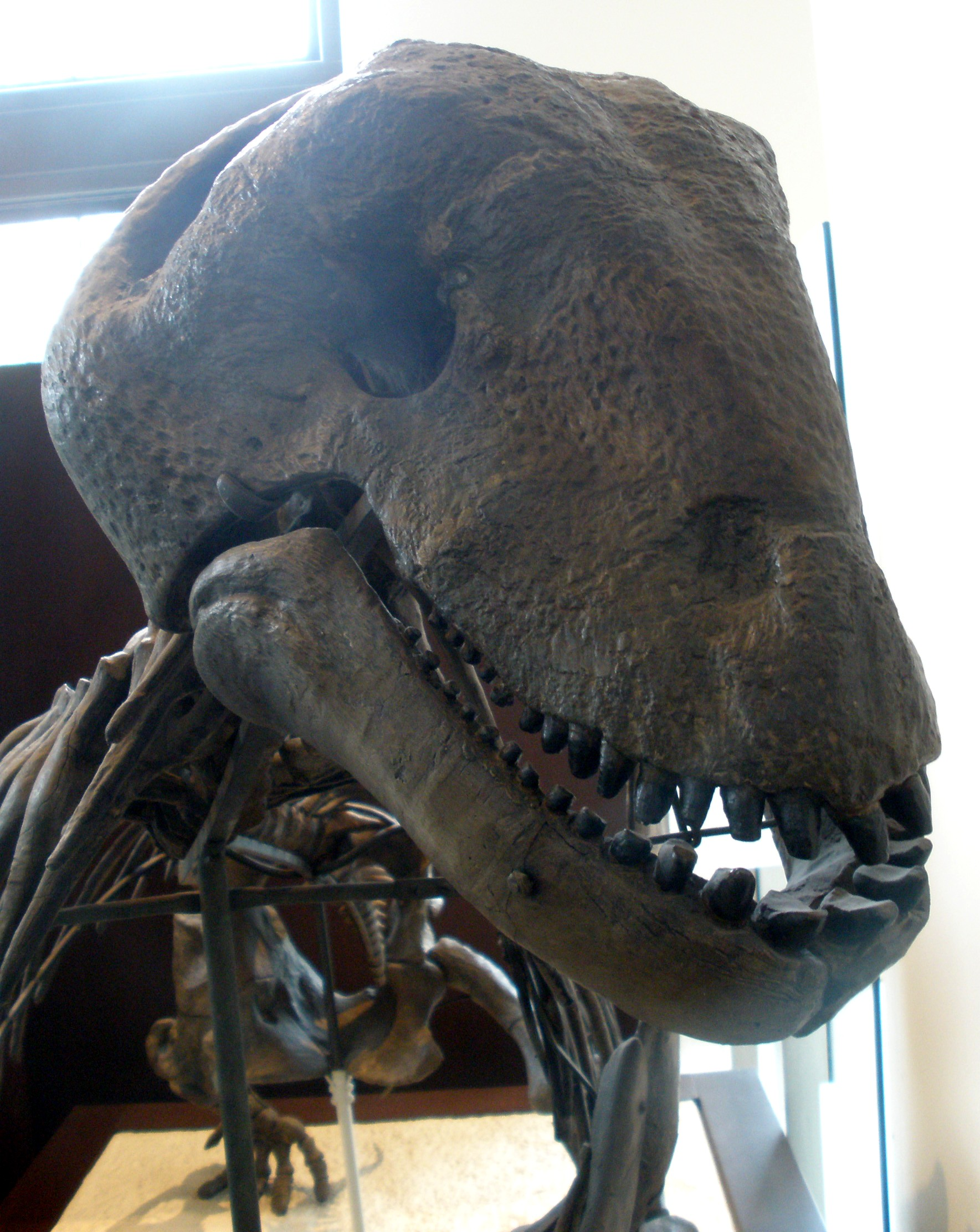
頭骨。
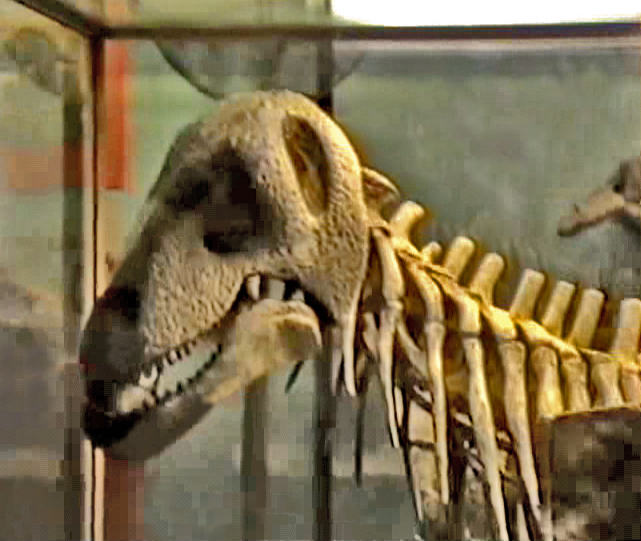
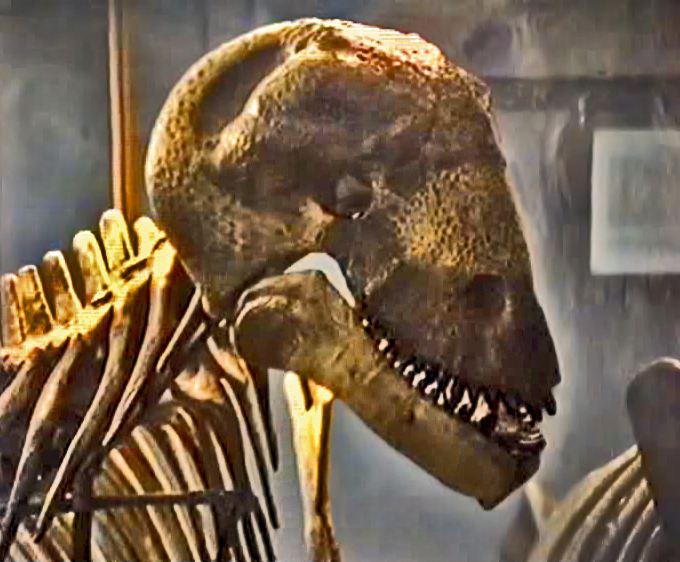

## 古生態学
恐ろしげな見た目に反して、モスコプスは主に植物食だった。そのため肉食性のディノケファルス類やテロケファルス類の獲物になっていた
。